# Лукоки, Джоди
Джоди Лукоки (нидерл. Jody Lukoki; 15 ноября 1992 года, Кинду, Заир — 9 мая 2022) — нидерландский и конголезский футболист, игравший на позиции полузащитника. Выступал за сборную Демократической Республики Конго.

## Биография
Джоди Лукоки родился 15 ноября 1992 года в Демократической Республике Конго, но из-за войны в стране он вместе с родителями и братом-близнецом Маджером переехали в Нидерланды.
Скончался 9 мая 2022 года. Точная причина смерти не разглашается. Ряд источников сообщает, что Джоди умер от сердечного приступа после избиения членами семьи.

### Ранние годы
С десяти лет Джоди играл в футбол за детскую команду ВВА/Спартан из Амстердама, а уже через харлемский «Янг Бойз» он попал в юношеский состав амстердамского «Аякса».

## Карьера

### Клубная
В середине декабря 2010 года Лукоки был переведён главным тренером клуба Франком де Буром в основной состав «Аякса». 18 декабря он был впервые включён в заявку команды на предстоящий матч чемпионата. Дебют Джоди состоялся 19 января 2011 года в игре с «Фейеноордом». На поле 18-летний футболист появился на 80-й минуте вместо Лоренцо Эбесилио. Благодаря голам Алдервейрелда и Сулеймани, «Аякс» выиграл со счётом 2:0. В феврале 2011 года Джоди заключил с «Аяксом» профессиональный контракт до 30 июня 2012 года. В декабре соглашение было продлено до 2015 года.
В августе 2013 года Лукоки был отдан в аренду на один сезон клубу «Камбюр». Дебютировал за команду 4 августа в матче чемпионата с НАК Бреда, выйдя на замену в начале второго тайма. В восьмом туре Лукоки забил свой первый гол за «Камбюр», поразив ворота «Херенвена».
В начале августа 2014 году Джоди перешёл в ПЕК Зволле, подписав с клубом трёхлетний контракт. 21 августа 2014 года Лукоки забил первый в истории гол «Зволле» в международном турнире, когда они встретились с пражской «Спартой» в раунде плей-офф Лиги Европы УЕФА 2014/15, а сам матч закончился вничью 1:1.
26 июня 2015 года было объявлено о переходе Лукоки в болгарский клуб «Лудогорец». Он забил три гола в матчах второго отборочного раунда Лиги чемпионов УЕФА 2016/17 против черногорского клуба «Младост Подгорица». Свой первый гол в чемпионате он забил 26 ноября 2016 года в матче против «Ботева» из Пловдива. 1 апреля 2020 года «Лудогорец» объявил о взаимном согласии расторгнуть контракт с Лукоки. С «Лудогорцем» он выиграл 4 чемпионата подряд и 2 Суперкубка Болгарии.
11 июля 2020 года турецкий клуб «Ени Малатьяспор» объявил о подписании контракта с Лукоки. 18 сентября 2020 года в матче чемпионата Турции он дебютировал за клуб.
29 июня 2021 года подписал двухлетний контракт с «Твенте».

### В сборной
Несмотря на двойное гражданство, Лукоки решил выступать за молодёжную сборную Нидерландов. Его дебют в команде до 19 лет состоялся 7 октября 2010 года в квалификационном раунде к Чемпионату Европы против сверстников из Словении, завершившемся победой «оранжевых» со счётом 2:0. На поле Джоди появился сразу после перерыва, заменив полузащитника Ола Джона, и уже на 63-е минуте отметился голом. Уже в следующей игре, против Мальты, Лукоки вышел в стартовом составе.
28 марта 2015 года Лукоки дебютировал за сборную Демократической Республики Конго в матче против Ирака.

## Достижения
«Аякс»
- Чемпион Нидерландов (3): 2010/11, 2011/12, 2012/13

«Лудогорец»
- Чемпион Болгарии (4): 2015/16, 2016/17, 2017/18, 2018/19
- Обладатель Суперкубка Болгарии (2): 2018, 2019

## Статистика выступлений
| Клуб                     | Сезон            | Чемпионат | Чемпионат | Кубок | Кубок | Европейские кубки | Европейские кубки | Прочие | Прочие | Итого | Итого |
| Клуб                     | Сезон            | Игры      | Голы      | Игры  | Голы  | Игры              | Голы              | Игры   | Голы   | Игры  | Голы  |
| ------------------------ | ---------------- | --------- | --------- | ----- | ----- | ----------------- | ----------------- | ------ | ------ | ----- | ----- |
| Аякс                     | 2010/11          | 2         | 0         | 0     | 0     | 0                 | 0                 |        |        | 2     | 0     |
| Аякс                     | 2011/12          | 6         | 2         | 2     | 0     | 3                 | 0                 |        |        | 11    | 2     |
| Аякс                     | 2012/13          | 16        | 3         | 4     | 0     | 2                 | 0                 |        |        | 22    | 3     |
| Аякс                     | Итого            | 24        | 5         | 6     | 0     | 5                 | 0                 |        |        | 35    | 5     |
| Камбюр (аренда)          | 2013/14          | 32        | 2         | 2     | 0     |                   |                   |        |        | 34    | 2     |
| Камбюр (аренда)          | Итого            | 32        | 2         | 2     | 0     |                   |                   |        |        | 34    | 2     |
| ПЕК Зволле               | 2014/15          | 31        | 2         | 5     | 1     | 2                 | 1                 | 2      | 0      | 40    | 4     |
| ПЕК Зволле               | Итого            | 31        | 2         | 5     | 1     | 2                 | 1                 | 2      | 0      | 40    | 4     |
| Лудогорец                | 2015/16          | 20        | 0         | 2     | 0     | 1                 | 0                 | 1      | 0      | 24    | 0     |
| Лудогорец                | 2016/17          | 15        | 1         | 4     | 0     | 7                 | 3                 |        |        | 26    | 4     |
| Лудогорец                | 2017/18          | 28        | 7         | 2     | 0     | 11                | 1                 |        |        | 41    | 8     |
| Лудогорец                | 2018/19          | 28        | 6         | 3     | 1     | 11                | 1                 | 1      | 0      | 43    | 8     |
| Лудогорец                | 2019/20          | 11        | 3         | 1     | 1     | 11                | 5                 | 1      | 1      | 24    | 10    |
| Лудогорец                | Итого            | 102       | 17        | 12    | 2     | 41                | 10                | 3      | 1      | 158   | 30    |
| Лудогорец II (фарм-клуб) | 2015/16          | 4         | 0         |       |       |                   |                   |        |        | 4     | 0     |
| Лудогорец II (фарм-клуб) | 2016/17          | 1         | 0         |       |       |                   |                   |        |        | 1     | 0     |
| Лудогорец II (фарм-клуб) | 2019/20          | 1         | 0         |       |       |                   |                   |        |        | 1     | 0     |
| Лудогорец II (фарм-клуб) | Итого            | 6         | 0         |       |       |                   |                   |        |        | 6     | 0     |
| Ени Малатьяспор          | 2020/21          | 10        | 0         | 2     | 0     |                   |                   |        |        | 12    | 0     |
| Ени Малатьяспор          | Итого            | 10        | 0         | 2     | 0     |                   |                   |        |        | 12    | 0     |
| Всего за карьеру         | Всего за карьеру | 205       | 26        | 27    | 3     | 48                | 11                | 5      | 1      | 285   | 41    |

## Матчи за сборную
| № | Дата           | Оппонент     | Д / Г | Счёт | Голы | Соревнование      |
| - | -------------- | ------------ | ----- | ---- | ---- | ----------------- |
| 1 | 28 марта 2015  | Ирак         | Г     | 2:1  | -    | Товарищеский матч |
| 2 | 9 июня 2015    | Камерун      | Д     | 1:1  | -    | Товарищеский матч |
| 3 | 9 октября 2020 | Буркина-Фасо | Г     | 3:0  | -    | Товарищеский матч |

Итого: 3 матча / 0 голов; 1 ничья, 2 поражения.